# Dorothy Whitelock
Dorothy Whitelock (* 11. November 1901 in Leeds; † 14. August 1982 in Cambridge) war eine britische Historikerin zur angelsächsischen Zeit.

## Leben
Nach ihrem Studium am Newnham College der Universität Cambridge, wo sie bei Hector Munro Chadwick und Bruce Dickins lernte, wandte sich Dorothy Whitelock der Forschung zu, wobei sie vor allem zwei Jahre an der Universität Uppsala verbrachte. 1930 veröffentlichte sie den Korpus angelsächsischer Testamente. Im selben Jahr verließ sie Cambridge und ging an die Universität Oxford, wo sie am St Hilda’s College unterrichtete.
1945 war Dorothy Whitelock im Wettbewerb um die Nachfolge von J. R. R. Tolkien als Rawlinson and Bosworth Professor of Anglo-Saxon, unterlag aber gegen Charles Leslie Wrenn. 1956 wurde sie in die British Academy gewählt. 1957 kehrte sie als Elrington and Bosworth Professor of Anglo-Saxon nach Cambridge zurück, wo sie die Nachfolge von Bruce Dickins antrat. Unter ihrer Leitung wurde die Abteilung für angelsächsische Studien von der Fakultät für Archäologie und Anthropologie in die Fakultät für Anglistik verlegt. 1964 wurde sie Commander im Order of the British Empire, 1969 ging sie in den Ruhestand, arbeitete aber bis zu ihrem Tod 1982 weiter in ihrem Spezialgebiet. Ihr Hauptwerk ist English Historical Documents, c. 500–1042 (1955, zweite Ausgabe 1979), eine Zusammenstellung der Hauptquellen über die angelsächsische Zeit (Angelsächsische Chronik, Historia ecclesiastica gentis Anglorum …), in modernes Englisch übersetzt.

## Hauptwerke
- 1930: Anglo-Saxon Wills
- 1939: Sermo Lupi ad Anglos (Hrsg.)
- 1951: The Audience of Beowulf
- 1952: The Beginnings of English Society
- 1954: The Anglo-Saxon Chronicle (Hrsg.)
- 1955: English Historical Documents, c.500–1042 (Hrsg.)
- 1967: The Genuine Asser
- 1979: English Historical Documents, c.500–1042 (Hrsg.), 2. Ausgabe